# Доход на душу населения
Средний дохо́д на ду́шу населе́ния — показатель экономического благосостояния страны, измеряющий среднестатистический доход, получаемый отдельно взятым лицом в стране за год. Вычисляется из национального дохода, поделённого на численность населения. Как показатель, национальный доход на душу населения принципиально отличается от валового внутреннего продукта на душу населения.
Для межнациональных сравнений доход на душу населения пересчитывается в единую валюту, чаще всего ей является доллар США. Так как при этом должным образом не учитывается различная покупательная способность в разных странах, предпочитается пересчёт на паритет покупательной способности.

## Слабые стороны
Критики утверждают, что доход на душу населения имеет несколько недостатков в измерении благосостояния страны. Вот некоторые из них:
- Сравнение дохода на душу населения требуют учёта инфляции. Без корректировки инфляционных цифр, преувеличиваются последствия экономического роста.
- Доход на душу населения — среднее значение, поэтому не отражает распределение доходов между различными классами.
- Неденежная деятельность, такая как бартер или услуги, предоставляемые в семье, обычно не учитываются.
- Слабой стороной дохода на душу населения как показателя благосостояния страны является неучёт диспропорций распределения доходов. К тому же, он не учитывает уже имеющиеся накопления и капитал населения.